# Мехди Бурабия
Мехди Бурабия (на френски: Mehdi Bourabia; роден на 7 август 1991 г. в Дижон) е френски футболист, който играе като полузащитник за Специя, под наем от Сасуоло. Бурабия притежава и мароканско гражданство.